# Pere Canals Morro
Pere Canals Morro (Santa Maria del Camí, 28 d'agost de 1942-S'Arenal de Llucmajor, 1 de desembre de 2023), fill d'Andreu Canals Perelló, és un empresari turístic i promotor esportiu mallorquí. La seva família es va establir a s'Arenal el 1946. Ha estat president de la Cooperativa Son Sunyer i d'Agama, regidor de l'Ajuntament de Llucmajor (1970-78), fundador de l'Associació d'Hotelers de la Platja de Palma (1976), de la qual ha estat secretari durant quinze anys. Ha estat fundador del Club Ciclista Arenal –en fou el primer secretari–, de la Unió Esportiva Arenal, durant dos anys president del Veloç Sport Balear, i president de la Federació de Ciclisme de les Illes Balears (1969-1973). Va ser també fundador del club de cotxes i motos antics Es Pistó. President de l'Associació de Persones Majors de s'Arenal de Llucmajor (2010-2011) de la qual ara n'és president honorari.
Entre altres distincions ha estat s'Arenaler de l'any de la revista S'Unió de S'Arenal (1984). El 2000 va rebre la Medalla d'argent de Foment del Turisme de Mallorca i el 2007 el Premi Ramon Llull.
Ha escrit els llibres S'Arenal que he viscut. Solimar 50 anys (2006), S'Arenal que m'han contat. San Diego 50 anys (2010), Ciclisme a s'Arenal (2011) i S'Arenal-Can Pastilla. Platja de Palma (2013).